# Seritinga
Seritinga is een gemeente in de Braziliaanse deelstaat Minas Gerais. De gemeente telt 1.818 inwoners (schatting 2009).

## Aangrenzende gemeenten
De gemeente grenst aan Aiuruoca, Andrelândia, Carvalhos, Liberdade en Serranos.